# Rolls-Royce 20 H.P.
La 20 H.P. è un'autovettura prodotta dalla Rolls-Royce dal 1905 al 1906. 

## Il contesto
Costruita a Manchester, è stata presentata al Salone di Parigi del 1904 insieme alla 10 H.P., alla 15 H.P. e al motore della 30 H.P.. Furono prodotte due versioni, la Heavy 20 e la Light 20. Due degli esemplari corsero il Tourist Trophy dell'isola di Mann nel 1905. Percy Northey arrivò secondo mentre C.S. Rolls si ritirò a causa di problemi al cambio. Rolls provò nuovamente l'anno seguente e vinse. Nel dicembre 1906 vinse anche una corsa organizzata negli Stati Uniti d'America, a Yonkers.
La testata fu installata con due corpi distinti a due cilindri per unità. Della 30 H.P. ebbe in comune la corsa e l'alesaggio dei cilindri, rispettivamente di 102 e 127 mm. Raffreddato ad acqua, aveva una cilindrata di 4118 cm³ con valvole di aspirazione in testa e valvole di scarico laterali. I primi modelli prodotti avevano un sistema di accensione delle candele ad alta tensione. Utilizzavano accumulatori precaricati e una bobina. Negli ultimi esemplari, come supplemento al sistema, vi era anche un magnete che poteva essere usato come alternativa. Poiché l'impianto di illuminazione dei fari era a combustibile, gli accumulatori non venivano scaricati dal funzionamento delle luci. Più precisamente i fari anteriori utilizzavano lampade a carburo mentre quelli laterali e quelli posteriori funzionavano a olio combustibile. La potenza erogata dal propulsore era di 20 hp a 1000 giri al minuto. La velocità massima di 76 km/h per la versione Heavy 20, 80 km/h per la Light 20 e 84 km/h per il modello che partecipò alla Tourist Trophy. La velocità del motore era controllata da un dispositivo che poteva essere scavalcato dal pedale dell'acceleratore. Nei primi modelli prodotti il cambio era a tre rapporti portato a quattro per la versione Light 20. Questo cambio fu in seguito installato su tutte le altre vetture ed era connesso al motore tramite un corto albero di trasmissione e una frizione a cono in pelle. La versione a quattro rapporti aveva la terza marcia in presa diretta, mentre la quarta era una marcia di riposo. Il modello aveva un passo compreso tra 2692 mm e 2896 mm (rispettivamente, per le versioni Light 20 e Heavy 20).
La carreggiata della versione Light 20 era ristretta a 1321 mm, rispetto ai 1422 mm della Heavy 20. Le auto erano vendute solo come telaio nudo, in modo che il cliente la facesse carrozzare dal proprio carrozziere. Furono prodotte versioni berlina e cabriolet.
L'impianto frenante era formato da un freno sull'albero di trasmissione sistemato dietro la scatola del cambio e azionato da un pedale, e da un freno a tamburo al retrotreno azionato da una leva a mano. Le sospensioni erano a balestra semiellittica su entrambi gli assi. L'autovettura montava ruote rinforzate, di derivazione militare.
Tre esemplari, con telaio n° 26350, 40509 e 40520, sono giunti fino a noi.